# Phyllotis caprinus
Phyllotis caprinus és una espècie de mamífer rosegador de la família dels cricètids. Viu a altituds d'entre 2.100 i 4.500 msnm als vessants superiors dels Andes orientals, des del centre-sud de Bolívia fins a l'extrem septentrional de l'Argentina. El seu hàbitat natural és la puna primària i secundària, així com els boscos i matollars secs. És una espècie en risc mínim, és a dir, no sembla que hi hagi cap amenaça significativa per a la seva supervivència.